# Institución Saint-Michel
La institución Saint-Michel es un internado católico de secundaria situado en Solesmes, Francia. Fundado en 1924 por la archidiócesis de Cambrai, actualmente está bajo la supervisión de la Academia de Lille, una ramificación del Ministerio de Educación Nacional, Juventud y Deportes. La fachada del edificio fue diseñada siguiendo el estilo arquitectónico château. Cerca de mil estudiantes de unos cien municipios en un radio de veinte kilómetros asisten regularmente.

## Historia

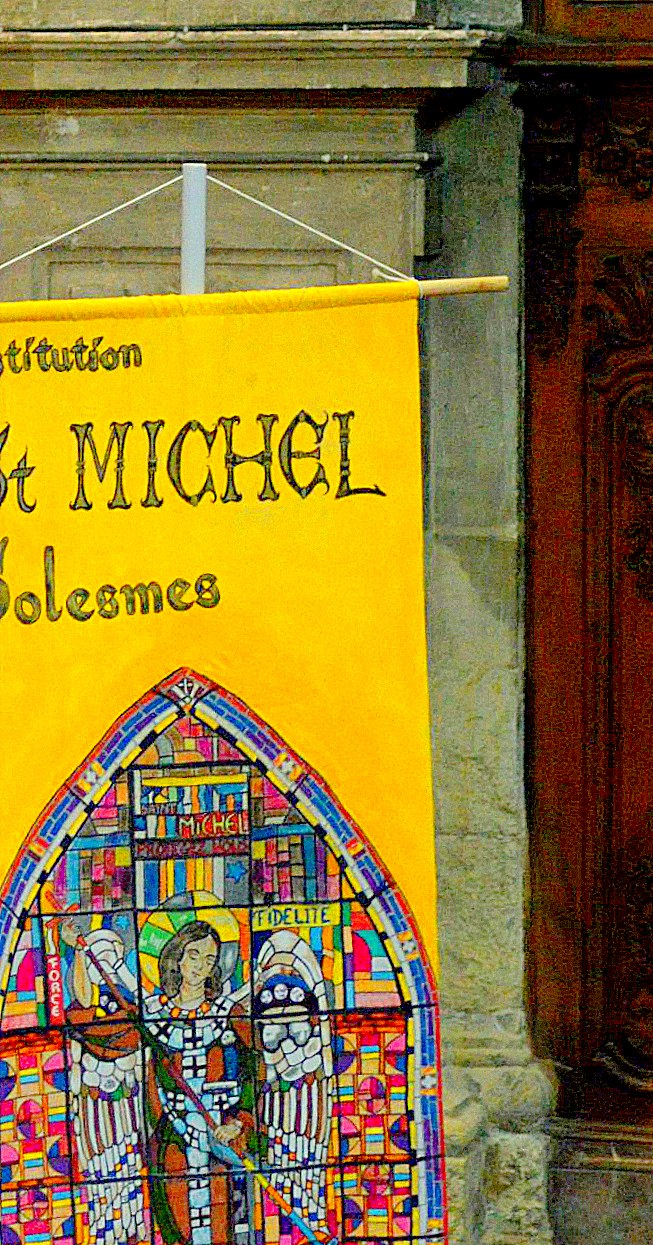
El estándar de la Institución Saint-Michel

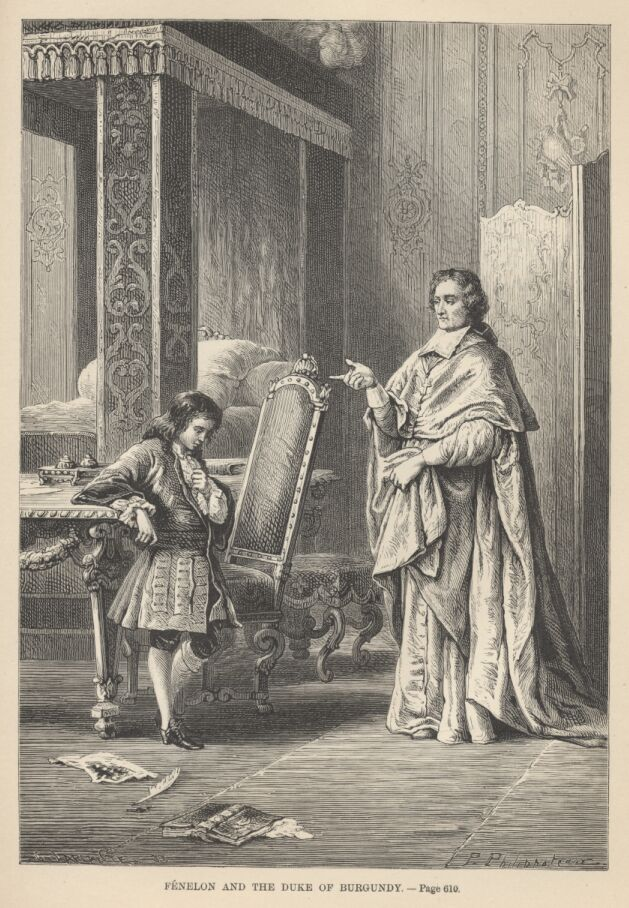
François de la Mothe-Fénelon junto al Duque de Burgundy

La Institución fue establecida el 13 de mayo de 1924 por el Arzobispo Jean-Arthur Chollet como una ramificación de la Archidiócesis de Cambrai, la que a su vez fue constituida a finales del siglo VI y fue puesta bajo su égida. Se conocía anteriormente como el Pequeño Seminario Religioso (en francés: Petit Séminaire Saint-Michel de Solesmes). 
A principios de la Edad Media, la Diócesis de Cambrai (Lotaringia) era gobernada por el Monarca de Francia Occidental Carlos el Calvo de acuerdo con la implementación del Tratado de Mersen (en 870). A través de la historia, ha sido gobernada y regimentada por varias personas notables como el rey alemán Enrique I el Pajarero (en 925) o el Duque Gilbert de Lorena (en 939). Todas las inmunidades que, hasta entonces, habían sido otorgadas a los Obispos de Cambrai fueron ratificadas por Otón I del Sacro Imperio Romano Germánico.
A principios del 1000, este Obispado fue elevado a Estado Imperial por Enrique II del Sacro Imperio Romano Germánico en el protectorado de Maximiliano I de Habsburgo en el siglo XV, estuvo unido al Círculo de Baja Renania-Westfalia en 1512 y fue integrado a la Arquidiócesis de Malinas-Bruselas en 1559 por Felipe II de España.
Finalmente la arquidiócesis declarada francés por Luis XIV de Francia bajo los Tratados de Nimega en 1678 luego del Asedio de Cambrai el año anterior. La Arquidiócesis fue afiliada al Norte de Francia a través del Concordato de 1801.
Entre los individuos más conspicuos de la diócesis de Cambrai se encuentran: 
- Carlos el Bueno, poeta y autor.
- François de la Mothe-Fénelon, teólogo, obispo católico, poeta y escritor francés.
- Auguste Joseph Alphonse Gratry, filósofo de la Academia Francesa
- Guillaume Dufay,  compositor y músico franco-flamenco.

La Institución fue luego llamada "el Pequeño Seminario Religioso de Solesmes" hasta 1965 cuándo el internado abrió sus puertas a chicos externos y posteriormente a chicas en 1968. El patrón homónimo de la institución es San Miguel conocido en el Antiguo Testamento como el principal opositor de Satanás y comandante del Ejército de Dios quién es sólo mencionado en la Letanía de los santos la cual omite al Arcángel Gabriel y al Arcángel Rafael.

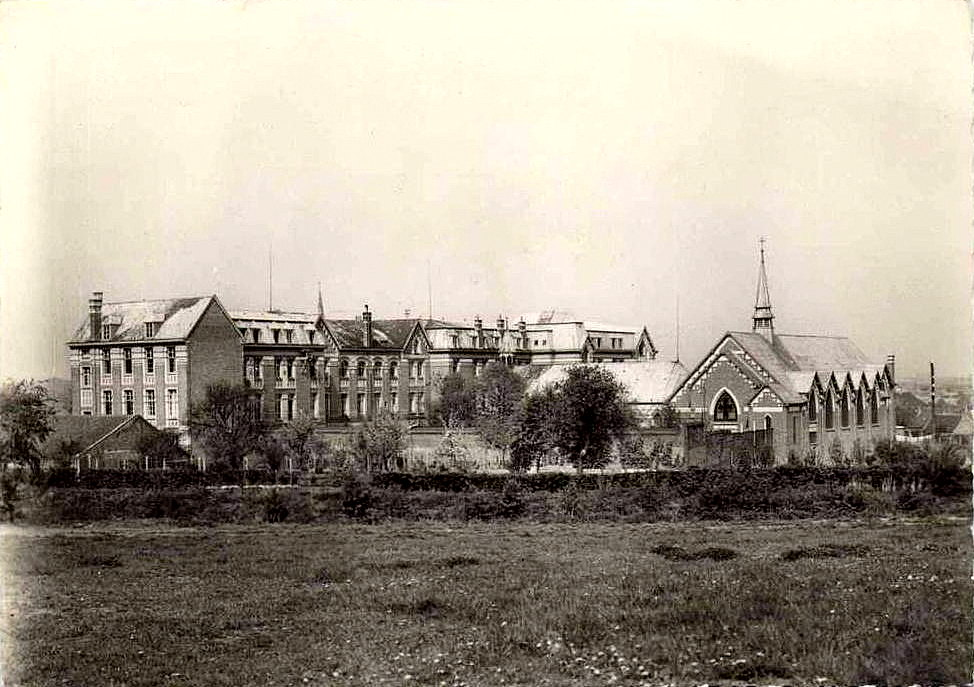
Exteriores vistos desde el campo.
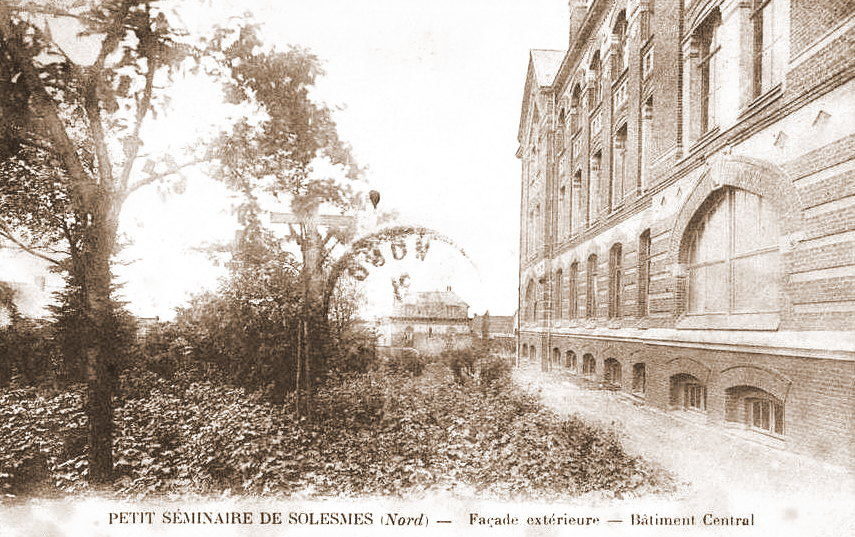
Fachada: entrada pequeña.
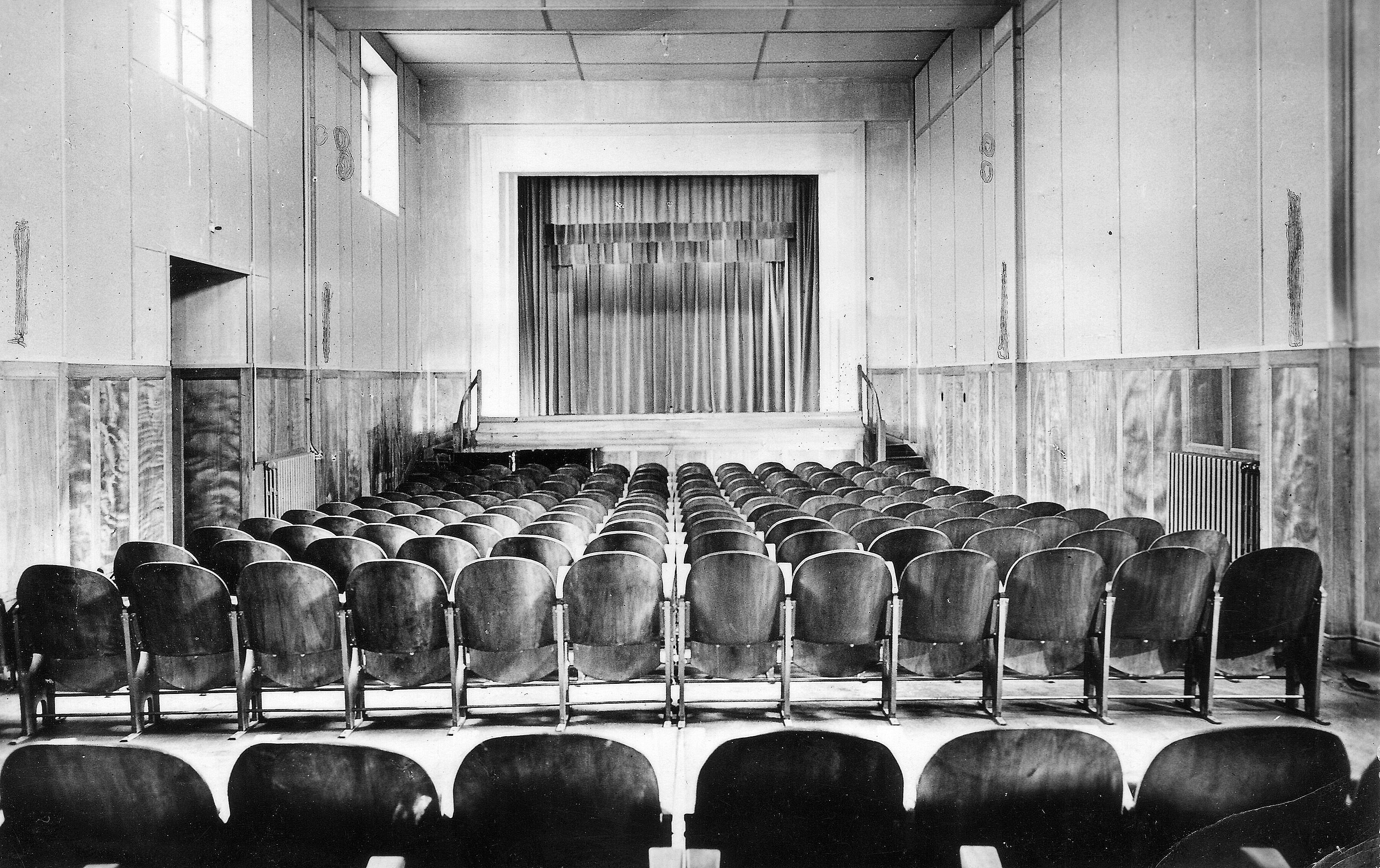
Teatro
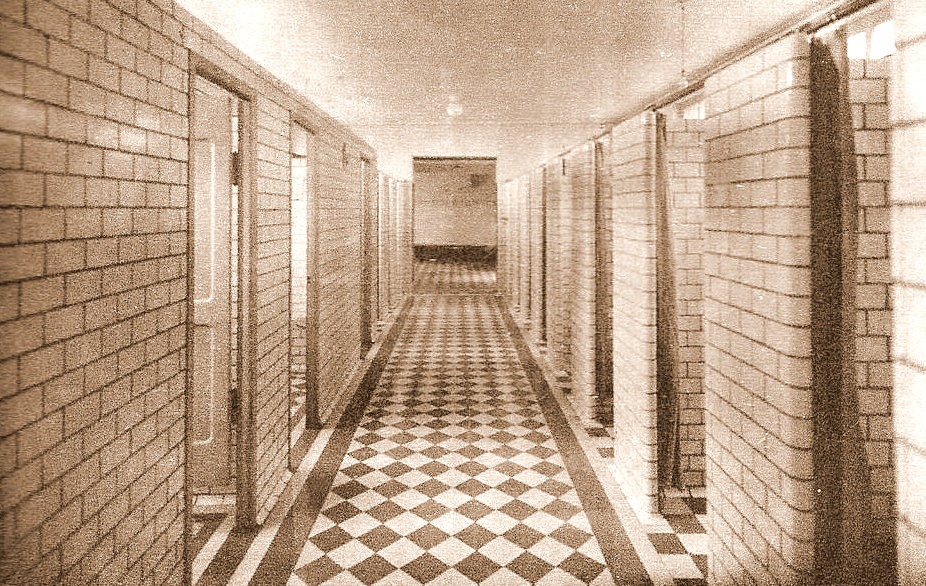
Duchas para alumnos de segundo año
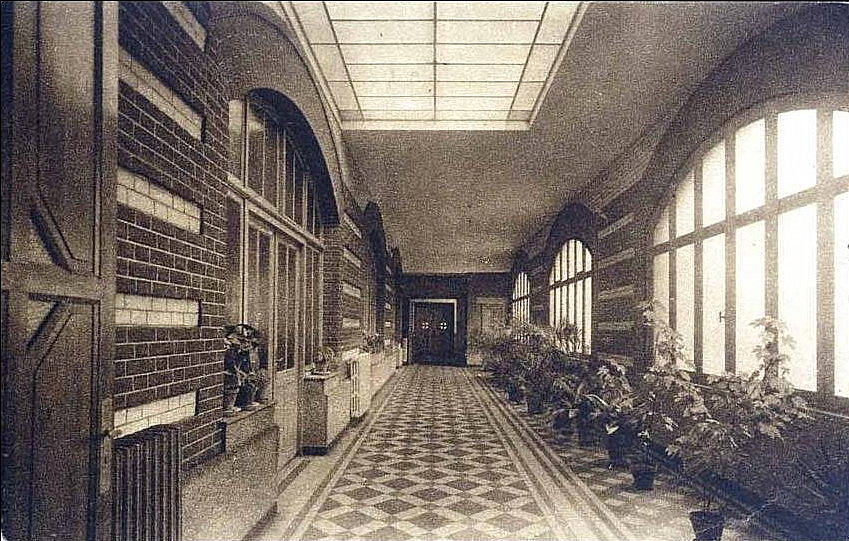
Locutorio

### Celebraciones
- La comunidad ortodoxa rusa establecida en Le Cateau-Cambrésis era anualmente invitada para celebrar una misa de rito bizantino qué era diferente del rito romano, servicios de dos horas de duración con canciones en ruso sin acompañamiento de órgano, se colocaban pebeteros oscilantes al final de grandes cadenas y la comunión de pan y vino.
- De los años cuarenta a los sesenta, el 24 de diciembre, los alumnos despertaban con cánticos e himnos a través de altavoces y se les daba un buen desayuno con brioche y chocolate caliente.
- Villancicos como Noche de paz (Stille Nacht, heilige Nacht) y otras obras del musicólogo alemán Michael Praetorius' (1571-1621) como Sintagma Musicum (1614-1620) y Hymnodia Sionia (1611; Advenimiento: 5. Alvus tumescit virginis & Navidad: 26. Un solis ortus cardine; 27. Summo Parenti gloria), fueron cantadas durante la Misa de Medianoche. El día de Navidad era realmente una fiesta. Después de la Misa Baja y la Misa Solemne, el alumnado era dotado de una buena comida con vino bautizado.[7]

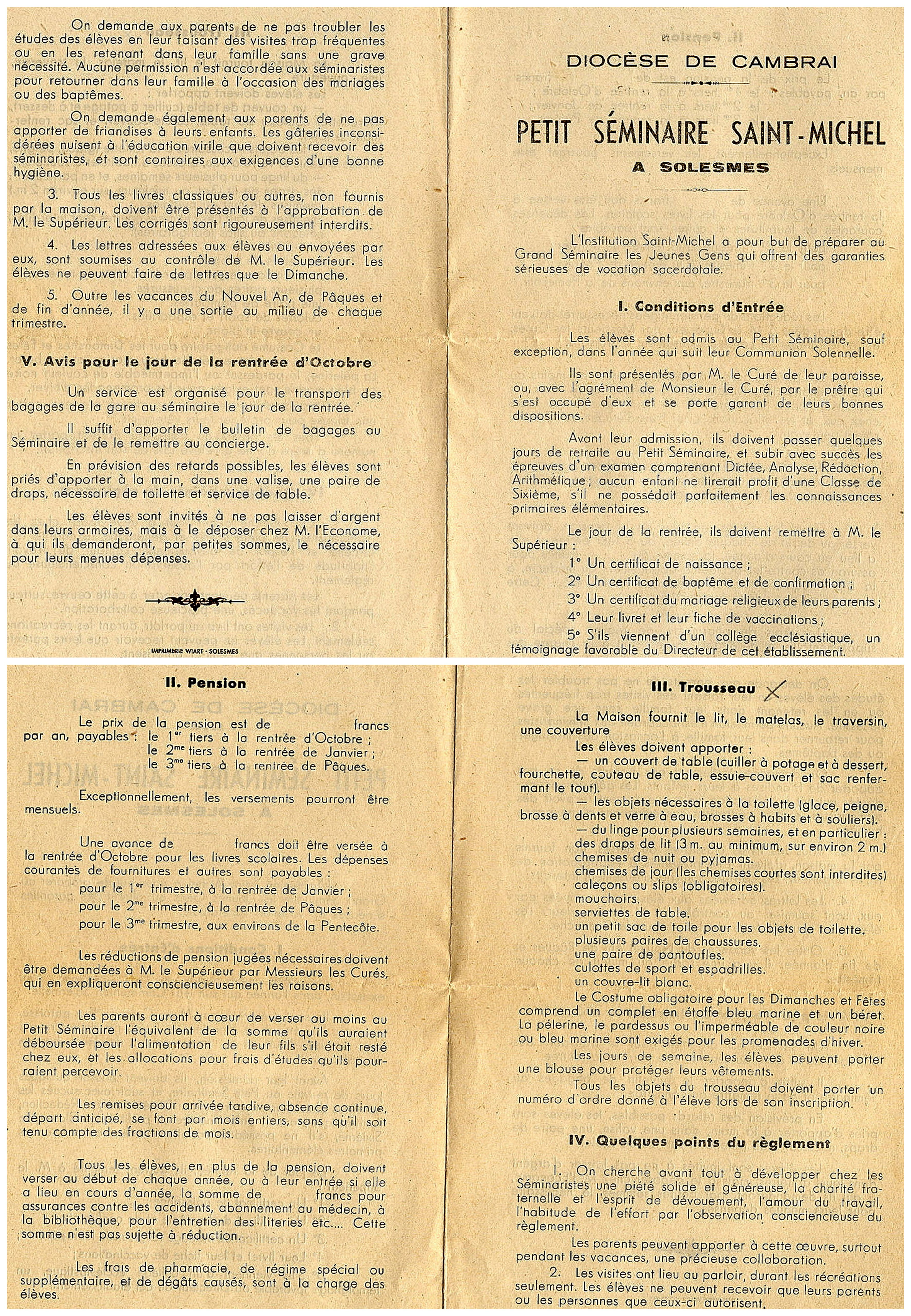
Código de Conducta a Saint-Michel (1925-1950).

### Declamaciones
De los años cuarenta a los setenta, los estudiantes debían alternativamente cantar o leer en voz alta del corpus lingüístico oficial unánimemente elegido por los abades y sacerdotes de la institución. Estaban delante de un atril en un pequeño refectorio, en el comedor encima donde se colocaban los libros siguiendo las tradiciones litúrgicas. Ser cantor designado o precentor era también utilizado como un castigo para los alumnos con un mal comportamiento. Las principales obras fueron:
- Las Memorias del Barón General de Marbot (1891) por Jean-Baptiste Antoine Marcellin Marbot (18 de agosto de 1782 - 16 de noviembre de 1854).[8]
- Les rendez-vous d'Essendilène por Roger Frison-Roche (10 de febrero de 1906 - 17 de diciembre de 1999).
- El Paseo Largo (1956) por Sławomir Rawicz (1 de septiembre de 1915 - 5 de abril de 2004).
- El día más largo: 6 junio 1944 D-Día (1959) por Cornelius Ryan (5 de junio de 1920 -23 de noviembre de  1974).
- Le fils du facteur de Riese : Pastel santo X (1955) por Wilhelm Hünermann (28 de julio de 1900 - 28 de noviembre de 1975).
- La expedición Kon-Tik: en balsa a través de los mares del sur, (1948) por Thor Heyerdahl (6 de octubre de 1914 - 18 de abril de 2002).
- Aku-Aku: El Secreto de isla de Pascua, 1957. por Thor Heyerdahl (6 de octubre de 1914 - 18 de abril de 2002).
- La imitación de Cristo (ca. 1418-1427) por Tomás de Kempis (c. 1380 - 25 de julio de 1471).
- Santo Curé d´Ars: Le Vainqueur du Grappin por Wilhelm Hünerman (28 de julio de 1900 - 28 de noviembre de 1975).

### Censura
- Hasta mediados de los años sesenta, el correo enviado y recibido se abrió y se verificó cuidadosamente. Los estudiantes no tenían el derecho de sellar su propio correo. En ese momento, un "Código Católico" similar al Código de Henos (1930–1968) para películas era de rigor y el "Índice Católico" era su equivalente para libros. Cada libro o revista importada del exterior tenía que ser revisada por el Superior.
- En el momento de la Cuaresma (en latín: quadragesima; ‘cuadragésimo día; antes de la Pascua), se hicieron búsquedas en los armarios y se confiscó todo lo que parecía una golosina (dulces, chocolate, galletas).[9]

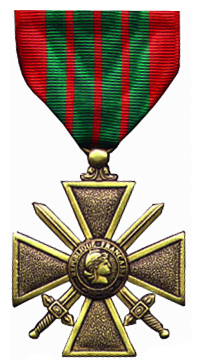
Croix de guerre 1939-1945

### Bombardeo de mayo de 1944
Cada año, los estudiantes de Saint-Michel conmemoran el armisticio del 8 de mayo de 1945, pero también el bombardeo de Solesmes el 9 de mayo de 1944, que tuvo un gran impacto en la institución. De febrero a junio de 1944, los aliados intensificaron sus esfuerzos destructivos en carreteras y rieles para aislar los aterrizajes de Normandía y engañar a los alemanes para que creyeran que este aterrizaje se llevaría a cabo en el cercano Pas-de-Calais. El general Eisenhower describió esos exitosos bombardeos "como la mayor contribución al éxito de Overlord" (6 de junio de 44). El 9 de mayo de 1944, el 416o Grupo de Bombas destruyó con éxito la estación de tren de Aarschot entre Bruselas y Amberes con varios Douglas Boston III Havocs, cada uno con cuatro bombas de 250 kg, y el 409º Grupo de Bombas causó la muerte y la destrucción en Solesmes con el mismo equipo. El 9 de mayo, alrededor de las 8:15 a. m., las sirenas sonoras de alerta aérea hicieron que todos los niños que fueron a la escuela regresaran a sus casas y alrededor de las 10:15, se escucharon dos explosiones cuando cuatro bombas se separaron accidentalmente de la cubierta de carga de un avión. y aterrizó en el 'Chemin de Vertigneul de la Institución Saint-Michel causando las primeras víctimas. Una quinta bomba no explotará y será destruida unos días después por los alemanes, cerca de Chant des Oiseaux .Setenta bombas explotaron en el centro de la ciudad, matando a cincuenta y ocho personas, incluidos veintidós niños y la destrucción de noventa y siete edificios, mientras que los heridos fueron trasladados al hospital de Le Cateau. La ciudad de Solesmes recibió la Cruz de guerra 1939-1945. Los historiadores revelaron que fue la estación de tren la que fue dirigida con sus ramificaciones a la refinería de azúcar y los tubos eléctricos. Los aviadores americanos tenían órdenes; cuando no estaban cumpliendo su misión; para lanzar sus bombas en objetivos secundarios. Además, a 3500 m de altitud, la precisión de un disparo era de 1 km, pero apenas había 500 metros entre la estación y el centro de la ciudad.

### Diplomado de musicología
La institución ofreció crear el 'Diplomado de canto sagrado y musicología de la liturgia eclesiástica' . El programa del diplomado fue convocado en la Institución Saint-Michel por el canónigo Edmond Dartus, quien fundó en 1946 la "Basílica Metropolitana del Coro de Cambrai", a la que llamó la "Capilla de Guillaume Dufay". Muerto en 1986, era una figura cambresiana prominente , un miembro de la sociedad de emulación. Ha realizado una extensa investigación y ha escrito varios libros sobre la vida y obra de Guillaume Dufay en colaboración con historiadores y musicólogos de todo el mundo. Los alumnos de este diplomado de Saint-Michel se presentaban y evaluaban regularmente en la Catedral de Cambrai (en francés : Cathédrale Notre-Dame de Grâce de Cambrai ). A partir de 2018, fuerte de sus cincuenta artistas, el 'Coro de Guillaume Dufay' en la Catedral de Cambrai está bajo la batuta del director de coro Françoise Moniez (exalumno de Dartus), quien fue nombrado Caballero de la Orden Nacional del Mérito (francés : Ordre national du Mérite) en 2009.

## Proximidad y situación geográfica
La mayoría de los estudiantes de Saint-Michel vienen de un radio delimitado por las ciudades de Valenciennes y Cambrai equidistantes a la institución. Dentro de aquella periferia es: la capital del encaje francés Caudry, la Ciudad fortalezada de Le Quesnoy y la ciudad natal de Matisse, Le Cateau-Cambrésis, entre muchas otras. La zona está bien comunicada con líneas directas para París, Lille y todos los aeropuertos de Bélgica y los trenes de velocidad alta de Lille-Europa a Francia, el Unido-Reino, Bélgica y los Países Bajos.

## Instalaciones
Los alumnos de Saint-Michel benefician de una gama ancha de instalaciones. La institución tiene su local de teatro propio (un Black box theatre con un Mezzanine tomando prestado elementos de proscenio), un restaurante escolar y una cafetería. Tiene una farmacia pequeña para emergencias. Tiene un B.D.I. (Agencia de documentación y de información que es una biblioteca escolar formal con servicios de orientación profesional sobre la educación superior para los estudiantes. Sitios de aparcamiento son reservados para todos los autobuses que llegan cada mañana (de 10 a 25 autobuses). Con consideraciones a deportes, hay pista de atletismo para todo clima; campos de fútbol y rugby, así como un complejo interior para badminton, baloncesto y unas canchas de voleibol, un pabellón de gimnasia y paredes de escalada de interior.

## Curricula
La institución es parte  del 'Consorcio Simón Pedro' que comprende cuatro otras escuelas: la 'École Saint-Joseph' en Solesmes;  'San José' en Le Cateau; 'Santa Maxellende' en Caudry y 'Santa Teresita' en Le Quesnoy. Admisión a la Institución Saint-Michel es muy competitiva; el proceso de selección estricto está basado en grados académicos. Sus estándares educativos son altamente valorados y las condiciones de trabajo se consideran óptimas. El alumnado de Saint-Michel generalmente consigue resultados excelentes; encabezando clasificaciones nacionales para el baccalauréat y la entrada a las Grandes Escuelas. La institución sigue el sistema de educación secundario nacional francés en las dos etapas que son el 'collège' (edades 10 a 15) dirigiendo hasta el diplôme national du brevet (DNB) evaluando el conocimiento común en varias disciplinas y el 'lycée' para las especializaciones generales de tres años que dirigen hasta el Baccalauréat, optando por uno de los siguientes:
- S (Científico): Más considerablemente centrado en matemáticas, Física Química y biología.
- ES (Económico y social): Equilibrio no interrumpido entre literario y economía.
- L (Literario): las disciplinas científicas son multiplicadas por un coeficiente menor. Postulando preponderantemente sobre la Filosofía, Literatura, Historia y geografia y las enguas extranjeras.Además pueden tomar exámenes en Griego antiguo, Latín, Historia del arte &y Artes plásticas; Teatro o modismos Regionales un profesor es dispuesto a convene les.
- La Institución también entrena el alumnado para emprender el Bachillerato Europeo y pasar los Exámenes ESOL de la Universidad de Cambridge.

## Deportes
- Por lo que se refiere a los deportes, Saint-Michel ofrece una gama ancha de instalaciones incluyendo una pista de atletismo para todo clima; campos de fútbol y rugbi, así como un complejo interior para badminton, baloncesto y unas canchas de voleibol, un pabellón de gimnasia y paredes de escalada de interior. La institución tiene también un acceso plenamente privatizado para las piscinas municipales cercanas, la 'Sala de Deportes Marie-Amélie Le Fur' inaugurada en 2018 así como los patios interiores y la sala de artes marciales del edificio Édouard Delberghe.[12]
- En mayo 2017, el equipo de Voleibol de Saint-Michel ocupó el tercer lugar en el Campeonato Nacional francés organizado por la 'Unión de Deportes Generales de Educación Libre' (francés: Unión générale deportivo de l'enseignement libre - UGSEL[13]).
- Los estudiantes también están entrenados para pasar el certificado de iniciación Aeronáutico (francés: Brevet d'iniciación aéronautique - BIA) que es un diploma francés proporcionando las bases de una cultura general en el campo aeronáutico. Está emitido conjuntamente por el Ministerio de Ecológico y Transición de Solidaridad, en cargo de transporte, y por el Ministerio de Educación Nacional (Francia).

## Internacional

### Arreglos de Hermanamiento
- La institución Saint-Michel mantiene intercambios de estudiantes con centros académicos de a través del Mundo occidental incluyendo con el Patrick Henry High School en San Diego, California (EE. UU.), el Hampshire Regional High School en Westhampton, Massachusetts (EE. UU.), la Grammar School at Leeds (Reino Unido), el Goethe-Gimnasio en Düsseldorf (Alemania) o el 'Segundo Liceo Nicolás Copérnico' en Cieszyn (Polonia).[14]
- Saint-Michel acoge regularmente jóvenes de todo el mundo (canadienses, americanos, japoneses o surcoreanos) como tutores de lengua extranjera en residencia.

### Esfuerzos
- Se han realizado muchos proyectos comunes durante varios años para los Lille World Fora (El foro Global para una economía Sostenible) a través de cohortes delegadas de estudiantes de Saint-Michel que se unieron con sus socios académicos estadounidenses y polacos para presentar sus trabajos sobre la contaminación de agua, el microcrédito, las huellas de carbono y el impacto medioambiental de las plaguicidas, bajo la égida de Philippe Vasseur (Ministro francés de Agricultura, 1995-1997) en Lille. Todos fueron dirigidos por Pr. Jeanne-Marie Dineur y tuvieron el privilegio de ser enseñados por y conversar con muchas figuras internacionales importantes que vinieron de tantos países como la República Popular China, el Malí, laTailandia, el Brasil, el México o la Guinea. Entre aquellas figuras eran: Muhammad Yunus (Premio Nóbel de la Paz - Bangladés); Jeremy Rifkin (economista - EE.UU.); Ellen MacArthur (marinero - Gran Bretaña); Youssou N'Dour (músico - Senegal); Wangari Maathai (Premio Nóbel de la Paz - Kenya) y Shirin Ebadi (Premio Nóbel de la Paz -Irán). Profesora Jeanne-Marie Dineur que instigó la mayoría de los proyectos y las políticas de internacionalización para Saint-Michel fue nominada Caballera bajo la Orden de Palmas Académicas (francés: Chevalier de l'Ordre des Palmes académiques) un título otorgado  por la República francesa para sus contribuciones numerosas y señaladas para la educación y la cultura.
- Se organizan numerosas excursiones para estudiantes de intercambio como al Palacio del Louvre y la  Biblioteca de la Asamblea Nacional en París, el Museo de Encaje en Caudry, el Commonwealth sitio de Le Quesnoy, Le Touquet-París-Plage, el Museo Matisse en Le Cateau-Cambrésis o el Museo de Bellas Artes de Valenciennes.
- En enero 2019, Colby Farrell, un estudiante canadiense de Cannington, Ontario (periferia más grande de Toronto), alojado en Gommegnies, lanzó un recaudador de fondos en-línea para honrar la memoria de los soldados caídos en Normandía illuminando sus tumbas mientras en un programa de intercambio del Club de Rotary International de Le Quesnoy-Solesmes pasando su año académico en la Institución Saint-Michel.[15] Por la iniciativa de Farrell, 201 linternas ya habían sido puestas encima de las tumbas de soldados canadienses, británicos e irlandeses durante la Nochebuena en el Cementerio Niagara de Iwuy. El tributo, abierto a todo, había sido renovado el lunes siguiente, esta vez a la plaza militar del Commonwealth dentro del cementerio comunal. Para nunca olvidar.[16]

## Artes y Cultura
- En sus primeros años, los alumnos de Saint-Michel van en 'Clases Verdes' qué son retiros educativos donde los estudiantes alternan clases y actividades exteriores (equitación - actividad hípica, senderismo, escalada, espeleísmo, piragüismo, navegación en barco o pesca) para un periodo de pocas semanas.
- Con respecto a las excursiones lingüísticas y culturales, los alumnos de Saint-Michel normalmente van a Leeds, Roma, Ámsterdam, Edimburgo, Londres, Berlín y Florencia.
- Las excursiones históricas y escapadas educativas incluyenel Memorial de Caen en Normandía, el osario de Douaumont; la ciudad de Verdun y sus trincheras; el Centro Histórico Minero de Lewarde; las playas de Juno, Omaha y Utah; el Puente Pegasus; el Museo del Día D en Vierville-sur-Mer entre muchos otros.
- En junio 2018, los alumnos de Saint-Michel fueron premiados por su participación en el Concurso Nacional para la Defensa y Ilustración de la lengua francesa organizado por la asociación de miembros de la Orden de Palmas Académicas (francés: Ordre des Palmes académiques).[17]
- Durante las vacaciones de verano, las infraestructuras de Saint-Michel albergan los campamentos de verano para niños dirigados por la Comunidad de comunas del País Solesmois y también ha sido anfitrión del espectáculo de fin de año de la Escuela Saint-Joseph (Solesmes) durante más de veinticinco años (2018)..
- Cada año desde 2017, el alumnado habiendo optado para los extracurriculares ‘Novela Gráfica y Historietas' tienen una excursión al Centro belga del cómic localizado en Bruselas, Bélgica.[18]
- Para los estudiantes que tienen un camino de aprendizaje de idioma español, se organizan viajes a Valencia y Alicante.

### Estudios de teatro
- Para aquellos que emprenden el 'Camino de estudios de teatro', el Pr. Frédéric Valet organiza muchas excursiones a obras de teatro en el Teatro de Cambrai, el Théâtre du Marais o el Opéra Bastille mientras ingeniando y creando producciones en Chti o Picardo con estudiantes.
- Como parte de la asociación, los estudiantes de Teatro de St.Michel ocasionalmente van al ‘Espacio Pier Paolo Pasolini' en Valenciennes, que está asociado con la Universidad Politécnica de Hauts-de-France. Este espacio de creaciones, búsqueda, reuniones y debates para los artistas de todas las disciplinas estuvo inaugurado en diciembre 1991 siguiendo la iniciativa de Philippe Asselin, director artístico de su equipo creativo "Joven teatro internacional" .[19]